# Recesvint
Recesvint, també anomenat Recceswinth, Recceswint, Reccaswinth o Recdeswinth, fou un rei visigot d'Hispània del 649 al 672. Era fill (i fou el successor) de Khindasvint, qui ja l'havia associat al tron el 649. A la tardor del 652 (o del 653) Recesvint va començar a governar en solitari.

## Revolta de Froia
Entre el 651 i el 653 va esclatar una àmplia rebel·lió, probablement el 652. Un noble got anomenat Froia, potser oposat a la designació de Recesvint (649), va fugir a Aquitània i va aconseguir el lideratge dels refugae, i obtenir el suport dels bascons d'Aquitània, i probablement a través d'ells, dels qui habitaven al sud dels Pirineus. Quan els bascons van descendir per la Vall de l'Ebre, com solien fer, probablement l'estiu del 652, Froia va reunir als seus i a contingents bascons d'Aquitània i es va presentar davant Cesaraugusta. Khindasvint ja devia ser molt ancià (uns vuitanta-vuit anys en el millor dels casos; fins i tot podria haver mort) i es devia posar a prova l'eficàcia de Recesvint. La Tarraconense va ser devastada amb més virulència que en ocasions anteriors. Els exiliats van haver de posar tots els seus efectius en joc, i l'ajuda dels bascons es considerava molt important doncs la seva salvatgia i la seva habilitat en la lluita guerrillera distreien moltes forces visigodes. Els bascons se'n van emportar milers de presoners i un quantiós botí, deixant la regió sembrada de cadàvers, no respectant clergues, esglésies o altars.

## Setge de Cesaraugusta
Les forces de Froia i els vascons van assetjar Cesaraugusta. En una carta al bisbe de Barcino Quirze el bisbe Taió narra com res podia fer durant el dia pels perills que amenaçaven als habitants de la ciutat, i la impossibilitat d'abandonar la ciutat per marxar al camp (degut sens dubte a la presència de les forces assetjadores).
El novembre de 652, després d'enterrar Khindasvint, les forces de Recesvint arribaren a Cesaraugusta, però el gruix dels grups vascons haurien tornat a les seves muntanyes, i els exiliats es van disposar a fer front a l'exèrcit reial amb la presència únicament del contingent vascó d'Aquitània. El fet que, malgrat no haver pres Saragossa (encara que segurament dominaven altres places) no haguessin tornat a Aquitània o França al final del bon temps, indicaria que la lluita es plantejava en termes decisius. Era l'últim intent, el més fort. En cas de derrota el poder reial es reforçaria mentre que els exiliats quedarien debilitats de manera irreversible.
La batalla decisiva sembla haver-se lliurat el desembre, i Recesvint va obtenir una victòria completa. Centenars de partidaris de Froia, que exercia el títol real, van morir en la lluita, i el mateix cap rebel sembla que va ser capturat i executat amb rapidesa.

## Política interior
Durant la primera meitat del segle s'havien produït una sèrie de rebel·lions amb suports regionals concrets que no pretenien erigir regnes independents. A la Llei sobre rebel·lió de Khindasvint del 643 establia que tots aquells que haguessin recorregut a un poder estranger o que haguessin intentat fer-ho, per incitar a aquest poder contra els gots, serien condemnats a mort; la mateixa pena de mort s'aplicaria a aquells que s'oposessin al rei amb les armes, o intentessin fer-ho, sense col·laboració de l'estranger. A la mateixa llei el rei va establir límits a la seva magnanimitat, i posat cas que decidís commutar la pena de mort, el culpable deuria esser cegat. El condemnat a pena de mort (o que fos encegat per decisió reial) perdria totes les seves possessions que passarien al tresor, i si del tresor passaven a una altra persona, aquesta les posseiria perpètuament sense que futurs reis tinguessin dret a retornar-les als seus antics propietaris. Si el rei usava del seu dret de gràcia i tornava part de les propietats al culpable (que seria cec), la part tornada no podria excedir del vint per cent del total, i hauria de lliurar-se en propietats diferents de les confiscades. Les transmissions fraudulentes de béns eren nul·les i el tresor tenia dret a la confiscació de la totalitat dels béns dels condemnats. El dret de gots i romans a demanar el perdó del rei va ser suprimit per als casos de traïció, i si el rei decidís concedir el perdó hauria d'obtenir l'anuència dels bisbes i dels maiores palatii (els nobles palatins).
A diferència d'altres monarques, Recesvint en lloc d'exercir represàlies amb cruesa, tot i que els cànons dels concilis l'obligaven, va reclamar el dret a exercir la gràcia, amb la qual cosa va haver d'aconseguir que s'atenués l'oposició dels exiliats, que desmoralitzats acollirien amb alleugement un final menys humiliant.
El llarg regnat de Recesvint (vint-i-tres anys, d'ells dinou sol) és dels més desconeguts. De les seves activitats entre el 649 i el 652 només es coneixen detalls aïllats i no es coneix cap activitat seva en els anys 654 al 672 amb excepció de la fundació l'any 661 de l'Església de San Juan de Baños a Baños de Cerrato (actual província de Palència), on figura la inscripció que es refereix a la consagració de l'Església pel rei.

## VIII Concili de Toledo
Recesvint va convocar el VIII Concili de Toledo el desembre del 653. La intenció del rei al convocar el Concili era iniciar una política que avui anomenariem de "reconciliació nacional". Sembla que el nou rei es va interessar vivament per les causes profundes de la rebel·lió, que en part es devia als forts tributs, i va considerar oportú remeiar les causes i no castigar amb duresa als rebels per no donar motiu així que els llaços de sang o la set de venjança obliguessin en el futur a noves rebel·lions.
El Concili es va obrir el 16 de desembre del 653 a l'Església dels Sants Apòstols amb assistència del mateix rei i de cinquanta-dos bisbes i els representants d'uns altres deu, a més de deu abats, l'arxipreste i el primicer de la Catedral, i per primera vegada hi van assistir amb veu i vot i van signar les actes personalitats seculars, setze comtes palatins i entre ells els comes patrimonii de nom got Rèquira i Rèccila. Per primera vegada el rei va dirigir un escrit al Concili (conegut per tomus) en el qual exposava els temes que desitjava que fossin tractats pels bisbes. El rei va sol·licitar als bisbes que es reduïssin les penes imposades als traïdors, se suprimís el jurament efectuat pels nobles i bisbes en temps de Khindasvint d'infligir aquests penes.
Els bisbes consideraven que els termes de la Llei sobre rebel·lió de Khindasvint no autoritzaven al rei a tenir pietat dels rebels, encara que entre altres Fructuós de Braga aconsellaven la major misericòrdia. El debat va ser tens. El jurament efectuat el 643 prohibia als bisbes perdonar als traïdors i refugae. La llei havia estat pensada per evitar que un rebel triomfant pogués amnistiar als seus i a si mateix, però el rei legítim, vencedor dels culpables, demanava el seu perdó. Els bisbes dubtaven d'enfrontar-se al rei. Finalment es va arribar a un acord de consens: el jurament quedava suprimit en les parts relatives a la pena de mort o mutilacions físiques que no estaven molt d'acord amb les doctrines cristianes, però seguia sent vàlid per a la resta de la llei. Per tant, aquells que havien perdut les seves propietats, confiscades pel tresor, no les recobrarien, i els desterrats no podrien tornar; en canvi els que havien rebut propietats que abans van pertànyer a rebels podien respirar tranquils doncs la seva propietat perpètua quedava confirmada. Probablement el rei va usar al màxim de les seves prerrogatives de gràcia, concedint terres i beneficis i el perdó de penes, fins al punt que va aconseguir l'adhesió dels descontents, sense alienar-se la dels lleials. Després del 654 el problema dels refugae deixa d'aparèixer a les fonts.
El Concili va abordar també la qüestió de la revisió de les lleis, car el rei considerava que en les vigents hi havia punts erronis, foscos o superflus, proposant redactar un Codi legal L'actitud del rei era evidentment coneguda del clergat, que l'endemà 17 de desembre va poder presentar les seves peticions, en les quals el clergat va deixar veure clar i ras la seva oposició majoritària al rei, car qualificaven a alguns reis anteriors com severs opressors, que havien usat els béns del poble en benefici propi i havien plomat a la població, i amb el producte de la seva rapinya havien beneficiat als seus familiars; els béns de la corona s'havien convertit en propietats particulars, i part dels béns confiscats no havien passat al tresor o als funcionaris palatins sinó al rei mateix. Encara que inicialment es parlava en plural de reis opressors del passat, a la part final del document s'al·ludia clarament a Khindasvint, i se sol·licitava que les propietats confiscades als seus enemics (que havien estat molts) passessin als grans de palau, i no es conservessin com propietat personal de Khindasvint i dels seus hereus, sinó com béns de la corona confiats als fideles. Els béns confiscats indegudament havien de ser restituïts als seus legítims propietaris, i la resta distribuït entre els principals nobles. Sol els béns que Khindasvint hagués posseït abans del seu accés al tron devien conservar-se com propietat del seu fill Recesvint o dels seus germans, amb facultat de lliure disposició.
Recesvint no va tardar a contestar, reconeixent la cobdícia dels reis anteriors i l'espoliació del poble en benefici dels reis, encara que no va reconèixer expressament els càrrecs fets al seu pare. Va declarar propietat de la corona (no del rei) totes aquelles propietats confiscades des dels temps de Suintila (és a dir des del 621 fins al 653) així com les que els successius reis adquirissin en el futur, però amb una limitació transcendental: quedaven excloses de la propietat de la corona aquells béns que, fins i tot no sent legalment propietat dels reis, havien estat llegades per aquests en testament i, per tant, havien passat als seus descendents o amics, els qui al seu torn haurien disposat d'elles. Quant als béns adquirits per Khindasvint es va reservar una total llibertat, si bé va confirmar que els béns que posseïa el seu pare abans del seu accés al tron eren propietat personal, així com que els béns heretats per Khindasvint (i per qualsevol rei) durant el desenvolupament del càrrec eren béns privatius (ja ho havien establert així els V i VI Concili de Toledo. L'observança d'aquestes normes havia de ser jurada pel rei en accedir al càrrec, i estava prohibit als funcionaris palatins i al clero parlar en contra de les mateixes, i en cas d'incompliment l'infractor seria destituït, se li confiscarien la meitat dels béns i hauria de marxar al desterrament. A la mateixa llei el rei ordenava la pena d'anatematització i excomunicació contra tot aquell que, d'ara endavant, aconseguís el tron mitjançant ajuda de la "plebs revoltosa" o mitjançant un complot.

## Codi de Recesvint

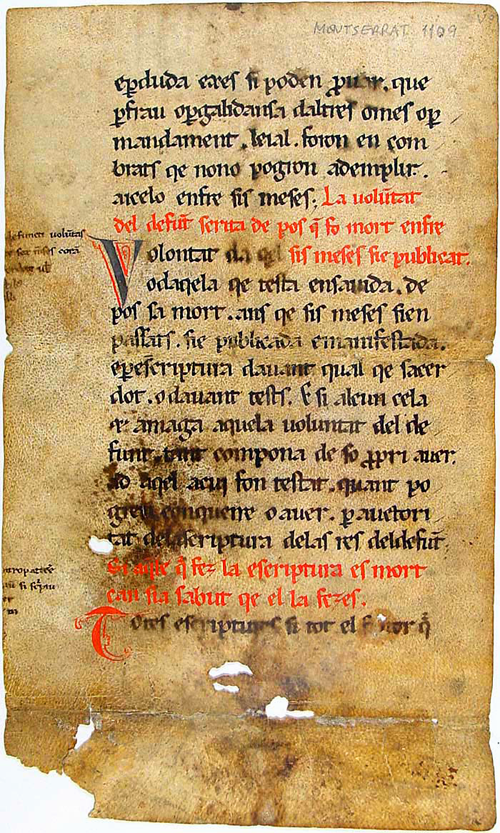
Liber Iudiciorum visigòtic

Cap a l'any 654 es va publicar el Codi de Recesvint o Forum Iudiciorum que s'estenia a la població goda i romana, i les lleis anteriors, el Breviari d'Alaric per als romans i el Codi de Leovigild per als gots. No sembla haver hagut resistència contra les noves lleis en la població romana doncs el nou codi recollia alguns aspectes de l'anterior llei romana, que no havia patit variació des de cap a segles doncs no havia una autoritat romana que pogués canviar-les i estaven basades en lleis del Baix Imperi Romà, per la qual cosa segurament estaven distanciades de la realitat social. Aquestes lleis no eren per a un ús ampli entre la població, especialment entre els humils, i sembla que els petits plets civils i delictes menors eren jutjats sovint pels bisbes, capellans i àrbitres, que actuaven com mediadors extraoficials i que a més havien de dictar les seves resolucions d'acord amb la lògica i a les antigues lleis romanes que estarien molt assumides després de tants segles, acudint-se només a la justícia oficial del rei en casos limitats.
La llei de Recesvint no satisfeia les peticions dels bisbes, però van haver d'accedir a confirmar-la. Pel que fa a la part final de la Llei, els bisbes que en anteriors concilis ja havien assenyalat que no podria ocupar el tron qui no hagués estat designat per elecció general, i que només un noble visigot defensor de la fe catòlica, que hauria defensar-la enfront d'heretges i jueus podia arribar a ser rei, van afegir que no podria ser rei qui arribés al tron per mitjà de la conspiració d'uns pocs o d'un aixecament sediciós de la "plebs rústica", que havia de ser a Toledo o allà on hagués mort el rei anterior, i que l'elecció hauria de ser feta pels bisbes i els maiores palatii.
El V Concili de Toledo havia establert la pena d'excomunió a tothom qui parlés malament del rei i a proposta de Recesvint es va disposar que tot noble, eclesiàstic o laic, culpable d'insults verbals al rei, perdria la meitat dels seus béns i a més patiria el càstig que el rei estimés convenient. Si el rei ja hagués mort es castigaria l'ofensa amb cinquanta fuetades.
Recesvint era un furibund anti jueu, que considerava que els que professaven tal religió profanaven el sòl patri. S'estranyava que, malgrat haver-se extirpat totes les heretgies, la "superstició" jueva romania fins i tot vigent. Admetia amb pesar als que sempre havien estat jueus però no tolerava als conversos que havien renegat del catolicisme i havien tornat a la seva antiga creença. El rei va demanar als bisbes que els tractessin sense respecte ni pietat, i aquests van decidir imposar els decrets del IV Concili (encara que la decisió potser no va ser unànime, car van aclarir que ho feien a precs del rei) ara i en el futur, car era impropi que un rei cristià hagués de governar a sacrílegs, i que els creients haguessin de suportar les pràctiques dels infidels. Es coneix algun cas de conversions forçoses. El 18 de febrer del 654 els jueus conversos de Toledo, que havien estat batejats dins el regnat de Khíntila i havien tornat després a la seva antiga fe, reconeixien que la seva conversió no havia estat verdadera i s'obligaven per al futur, en nom propi i en el de les seves dones i fills, a no tenir relacions amb jueus no batejats, a no circumcidar-se, no practicar la Pasqua ni altres festes jueves, a no rebutjar aliments que continguessin porc i a comportar-se com cristians en tots els aspectes; a més, si descobrien que algun violava aquestes obligacions deurien donar-li mort per lapidació o en la foguera estalvi si el rei li perdonava la vida (en aquest cas es convertiria en esclau i ell i els seus béns serien donats pel rei a qui aquest volgués). No es coneixen protestes del clero contra aquestes normes i si algú es va oposar ho faria a títol individual.

## IX Concili de Toledo
Del 2 al 24 de novembre del 655 es va celebrar el Sínode de bisbes de la Cartaginense conegut com a IX Concili de Toledo a l'Església de Santa María i hi van assistir setze o disset bisbes, sis abats, dos dignataris i quatre comtes palatins. Es van promulgar disset cànons relatius a l'honestedat del clergat, els béns de l'Església i el celibat eclesiàstic. Només es va fer una referència als jueus que es creu que no va ser inspirada pel rei. Es va acordar la celebració d'un altre Sínode provincial l'1 de novembre del 656.

## X Concili de Toledo
L'any 656 el rei va convocar un nou Concili nacional (X Concili de Toledo). Després d'aquest concili el rei no va convocar cap més (encara que no consta que els prohibís legalmente) amb gran disgust dels bisbes, que més tard van criticar al rei per aquest motiu.

## Sínode dels bisbes de la Lusitània
El novembre de l'any 666 se celebrà un Sínode dels bisbes de la Lusitània celebrat a l'Església de Sant Jerusalem a Mèrida en el qual els bisbes demanaren a Déu que intercedís perquè Recesvint resultés vencedor sobre els seus enemics i que s'elevessin pregàries cada dia i en totes les esglésies mentre durés la campanya, per a major seguretat del rei, dels seus fideles i del seu exèrcit i perquè la vida de tots estigués fora de perill i aconseguissin la victòria; però desgraciadament no se'ns donen a conèixer els qui podien ser els enemics esmentats
En aquest Sínode es van aprovar resolucions sobre esclaus eclesiàstics i sobre reunions del clergat. Es va decidir que el criticar a un bisbe mort passaria a ser delictiu i es van establir les penes per als culpables. Es va indicar la necessitat de celebrar, d'acord amb el qual es preveia, un Sínode de bisbes de cada província a l'any com a mínim. Es va determinar així mateix que els bisbes que no poguessin assistir a un Concili haurien d'enviar com a delegat a un arxipreste o a un sacerdot, quedant exclosos els diaques (però no es va fer menció d'altres càrrecs com ardiaques o abats). Els donatius dels fidels a les Esglésies d'una ciutat haurien de ser lliurats íntegres al bisbe, qui els dividiria en tres parts: una per a ell mateix, una altra per al clero de l'església beneficiada (que es dividiria entre els seus membres en forma proporcional al seu rang i dignitat), i una altra per als subdiaques i el clero inferior que seria distribuïda pel primicerius segons els mèrits de cadascun. El mateix sistema s'aplicava per a les esglésies parroquials: un terç per al bisbe; un terç per al rector o sacerdot; i un altre per al clero inferior. El terç del bisbe s'havia de dedicar a reparar i mantenir l'Església doncs els ingressos de l'Església catedralícia ja eren suficients. Les esglésies que no rebessin donatius serien reparades igualment per compte del bisbe. En el Sínode es va declarar obligatori que totes les esglésies catedralícies (és a dir del bisbe) de la província tinguessin un arxipreste, un ardiaca i un primicer. Es va fer menció de la irregularitat d'alguns capellans que celebraven missa usant del mateix pa que menjaven a casa. En el Sínode es va ordenar als capellans parroquials alliberar a alguns esclaus eclesiàstics per exercir com vicaris. S'indicava que els bisbes no haurien de mutilar als esclaus eclesiàstics; si un esclau eclesiàstic cometia un crim important devia posar-se el cas en mans del comte local, qui l'hauria de castigar amb una deshonra similar a la decalvació, després de la qual cosa el bisbe podria regalar-lo o vendre'l; tampoc un sacerdot podria torturar als esclaus perquè confessessin que li havien causat una malaltia per mitjans màgics, i si el cas es donava s'havia de notificar al bisbe qui juntament amb el jutge faria les indagacions pertinents, i sol si l'esclau era declarat culpable seria condemnat.

## Mort de Recesvint
Recesvint va morir de mort natural en una finca d'esbarjo situada a Gertici (Gérticos, en l'actual província de Valladolid, que sembla haver adoptat després el nom de Vamba en record de l'elecció del successor de Recesvint) l'1 de setembre de l'any 672. El va succeir Vamba.